# ヒゲナガドロガメ
ヒゲナガドロガメ (Kinosternon sonoriense) は、爬虫綱カメ目ドロガメ科ドロガメ属に分類されるカメ。別名ソノラドロガメ。

## 分布
アメリカ合衆国（アリゾナ州南部、カリフォルニア州南東部、ニューメキシコ州南西部）、メキシコ（ソノラ州、チワワ州北西部）
模式標本の産地（模式産地）は、トゥーソン（アリゾナ州）。種小名sonorienseは「ソノラの・ソノラ産の」の意で、模式産地がソノラ砂漠内にあることに由来する。

## 形態
最大甲長17.5センチメートル。オスよりもメスの方が大型になり、オスは最大でも甲長15.5センチメートル程度。背甲はやや細長く、上から見ると卵型。第2 - 4椎甲板は平坦だが、浅く凹む個体もいる。第10縁甲板が最も高い位置にある。背甲の色彩はオリーブ色や暗褐色で、甲板の継ぎ目（シーム）周辺は暗色。腋下甲板と鼠蹊甲板が接する。腹甲は大型。腹甲の色彩は黄色や黄褐色・褐色で、シーム周辺は暗色。甲板ごとに暗色の斑点や、暗色の色素沈着が入る個体もいる。
頭部はドロガメ属内では中型で、やや扁平。吻端は突出し、上顎の先端は鉤状。喉に6 - 8本の長い髭状の突起があり、和名の由来になっている。頭部や頸部・四肢・尾の色彩は灰色やオリーブ色で、頸部や四肢・尾はより暗色になる個体もいる。喉の色彩はクリーム色。眼後部と上顎の後部に、明色の筋模様が入るが消失する個体もいる。明色の筋模様の周囲には、暗色の斑点が入る。指趾の間には水かきがやや発達する。
卵は長径2.7 - 3.5センチメートル、短径1.4 - 1.9センチメートル。若齢個体では椎甲板と肋甲板にあまり発達しない筋状の盛り上がり（キール）があるが、成長に伴い不明瞭になり老齢個体では消失することもある。

## 分類
以下の亜種の分類は、TTWG(2017)・安川(2010)に従う。形態はIverson(1981)に従う。
Kinosternon sonoriense sonoriense LeConte, 1854 ソノラヒゲナガドロガメ Sonora mud turtle
ソノイタ川水系を除く本種の分布域
第1椎甲板の最大幅はオス甲長の約24.4 %、メス甲長の約25.5 %。喉甲板の幅はオス甲長の20 %、メス甲長の19.4 %。左右の肛甲板の継ぎ目の長さ（間肛甲板長）はオス甲長の約19.5  %、メス甲長の約23 %。
Kinosternon sonoriense longifemorale Iverson, 1981 ソノイタヒゲナガドロガメ Sonoyta mud turtle
アメリカ合衆国（アリゾナ州南部）、メキシコ（ソノラ州北西部）のソノイタ川水系
第1椎甲板の最大幅はオス甲長の約28.9 %、メス甲長の約28.8 %。喉甲板の幅はオス甲長の17.7 %、メス甲長の17.8 %。間肛甲板長はオス甲長の約14.4 %、メス甲長の約18.5 %。
亜種小名longifemoraleは、ラテン語で「長い股」の意。これは間股甲板長が長い（逆に間肛甲板長は短い）ことに由来する。

## 生態
標高200 - 2,000メートルの底質が泥で年間を通してある程度の水深のある水場、具体的には河川や細流・池沼・泉・湿原・大きな水たまり・溜め池などに生息する。水棲傾向が強く水場から離れたり一時的にできた水場に生息することは少ないが、一部の個体は炭酸泉や底質が岩や砂で水深の安定しない細流のような特殊な環境にも生息する。昼行性だが、夏季の高温時は夜行性傾向が強くなる。低地では周年活動するが、山間部に生息する個体群は冬季になると水中の泥中や物陰・川岸に空いた穴の中などで冬眠する。水場の水位が低くなると水の多い場所へ移動し、数キロメートルにわたって陸上を移動することもある。
食性は動物食傾向の強い雑食（野生では主に動物食）で、広翅目・甲虫目・蜉蝣目・双翅目・蜻蛉目・半翅目など幼虫も含めた水生昆虫、水面に落ちた陸棲昆虫、甲殻類、貝類、魚類、両生類の幼生、動物の死骸、水生植物や藻類などを食べる。主に水中で採食を行い、水底を徘徊しながら泥中で動いた獲物を素早く捕食する。
繁殖様式は卵生。主に3 - 5月、水温19 - 21 ℃以上で交尾を行う。5 - 9月に1回に1 - 11個の卵を、1 - 4回に分けて産む。卵の発生初期の段階で胚が1度休眠し、ある程度の低温にならないと休眠が解除されない。胚の休眠は、15 - 21.5 ℃で90日経過したことで解除された例がある。胚の休眠期間も含め孵化するまでに約1年かかることが多く、野生では7 - 8月の雨季に一斉に孵化する。野生ではオスは生後5 - 6年（甲長7.6 - 8.2センチメートル）、メスは生後8 - 9年（主に甲長9.6 - 9.9センチメートル）に達すると性成熟するが、低温の環境ではより長期で大型化しないと性成熟しないなど環境によって性成熟する年齢や大きさには変異がある。

## 人間との関係
河川改修や灌漑事業などによる生息地の破壊などが原因で、生息数は減少している。アメリカ合衆国では州によって保護の対象とされ、メキシコでは国内に分布するカメの商業用の採集や輸出が法律により厳しく制限されている。
K. s. longifemorale ソノイタヒゲナガドロガメ
分布域が限定的で、農地開発や鉱業による生息地の破壊、河川改修やダム建設による影響、地下水の枯渇、気候変動による干ばつなどにより生息数が減少している。人為的に移入されたウシガエルなどによる幼体の捕食、一部の個体群では在来種だが保護により増加した魚類Cyprinodon macularisとの競合による獲物の減少および植物質の多量摂取による重金属の生物濃縮などによる影響が懸念されている。
CRITICALLY ENDANGERED (IUCN Red List Ver. 3.1 (2001))

ペットとして飼育されることがあり、日本にも輸入されている。流通量は少なく、主に基亜種が流通する。飼育下では配合飼料にも餌付く。